# Albert Mahieu (1864-1943)
Pour les articles homonymes, voir Albert Mahieu.
Albert Mahieu, né le 2 février 1864 à Cappelle-la-Grande (Nord) et mort le 11 décembre 1943 à Suresnes (Seine), est un ingénieur des ponts et chaussées et homme politique français.

## Parcours
Albert Mahieu est né à Cappelle-la-Grande (commune limitrophe de Dunkerque) où son père (Henry Mahieu) et son grand-père (Louis Mahieu) furent tous deux maires de cette commune. Son grand père maternel (Louis Landron) fût lui maire de Coudekerque-Branche.
En compagnie de son ami, le futur député Félix Coquelle, il passe sa scolarité au collège Jean Bart à Dunkerque puis au Lycée Faidherbe de Lille. Sorti de l'École polytechnique comme Ingénieur des ponts et chaussées.
Pendant la guerre, il est mobilisé du 2 août 1914 au 1er mars 1919 et c'est comme colonel du génie qu'il organise le service des routes militaires aux armées.
Puis il quitte l'administration avec le grade d'Inspecteur Général des Ponts et Chaussées et se consacre à la vie politique au début des années 1920. Tout d'abord élu dans le Canton de Dunkerque-Ouest en 1922, Il prît la succession de Félix Coquelle dans le Canton de Dunkerque-Est le 14 octobre 1928 ce qui lui permit d'accéder à la Présidence du Conseil général du Nord jusqu’en 1932, puis de 1934 à 1937.
Le 6 janvier 1924, il se présente au Palais du Luxembourg, il est élu au troisième tour par 1 225 voix sur 2 503 votants et devient Sénateur du Nord siège qu'il gardera jusqu'au 31 décembre 1941.
Élu conseiller municipal de Rosendaël (commune limitrophe de Dunkerque) lors des élections municipales du 5 mai 1929, sur la Liste Républicaine, installé maire de Rosendaël le 19 mai 1929 le restera jusqu’au 19 mai 1935. L'une de ses réalisation controversée lors de son mandat municipal est la construction du nouvel Hôtel de ville de Rosendaël en 1933. Candidat aux Élections Municipales des 5 et 12 mai 1935, sur la Liste Républicaine des Intérêts Rosendaliens, n'est pas réélu, battu par le candidat de la SFIO Paul Machy porté par la vague naissance du Front populaire et qui exploite l'inquiétudede la population pour cette dépense jugée somptuaire,.
L'apogée de sa carrière politique lui est offerte par André Tardieu Président du Conseil qui lui offre le 20 février 1932 le Ministère de l'Intérieur poste qu'il garde jusqu'au 3 juin de la même année.
De nouveau candidat, aux élections sénatoriales du 10 janvier 1933, il est élu au troisième tour, avec 1 250 voix sur 2 609 votants.
Vice-président de la commission des finances de 1933 à 1939, il intervient notamment dans la discussion des interpellations sur les déficits des chemins de fer et l’organisation des transports et aussi lors de l’examen des budgets de l’agriculture, des travaux hydrauliques et électriques dans les campagnes, du travail et de la prévoyance sociale.
Élu vice-président du Sénat, il occupe ce poste de 1936 à 1939.
À Vichy, le 10 juillet 1940, il vote pour la révision des lois constitutionnelles.
En mai 1941, il est expulsé de Vichy au motif d'avoir tenu des propos injurieux sur le maréchal Pétain et d'avoir attaqué la politique de l'Amiral Darlan.
Sa Santé devenant chancelante, soigné dans le midi de la France, il regagne l'Ile de France ou il devait décédé le 11 décembre 1943 dans une maison de santé au 10, Quai Gallieni à Suresnes. Ses funérailles sont célébrées le 16 décembre suivant en l'Église du Cœur-Immaculé-de-Marie de Suresnes.

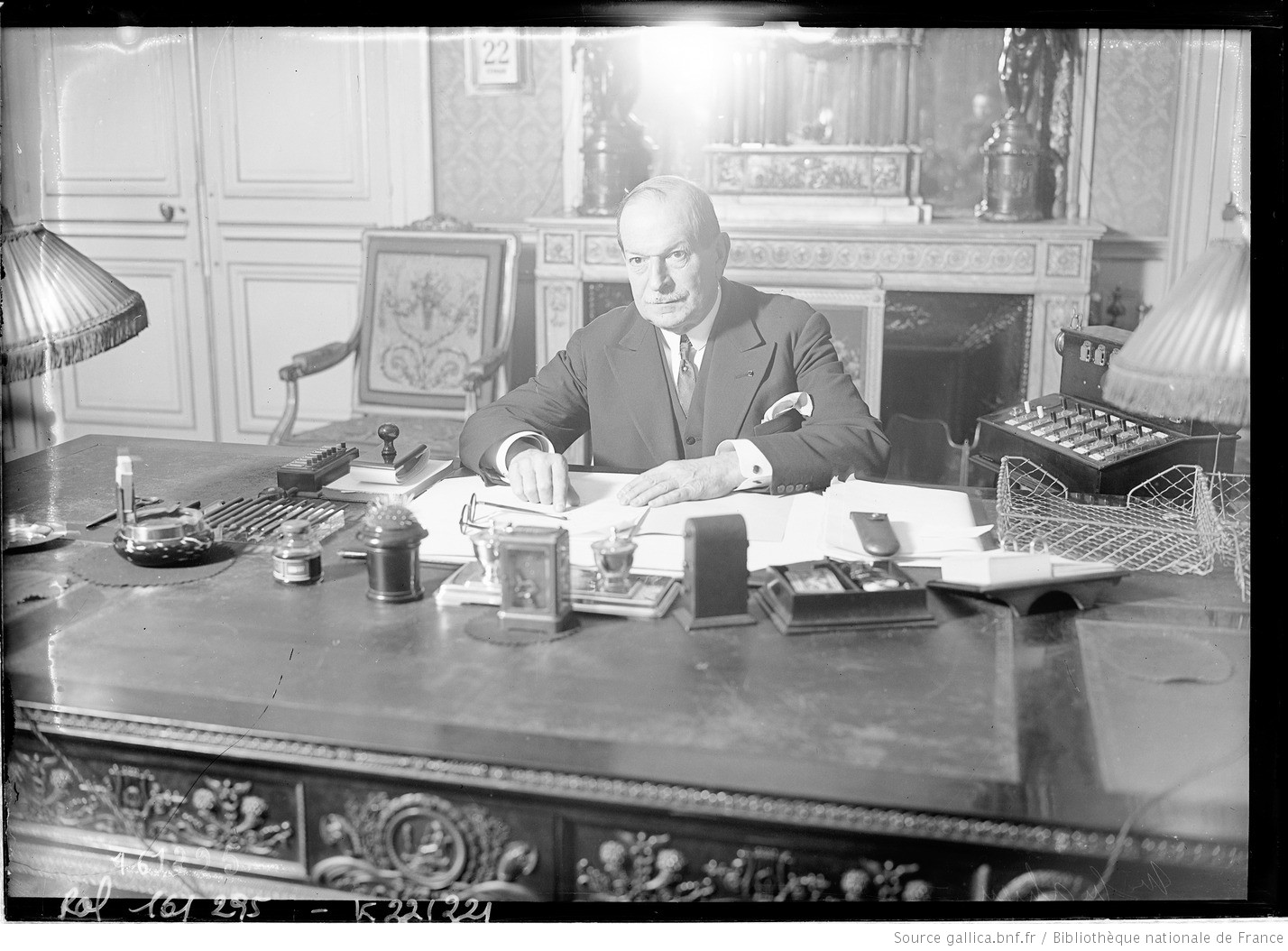
Albert Mahieu dans son bureau de la Place Beauvau.
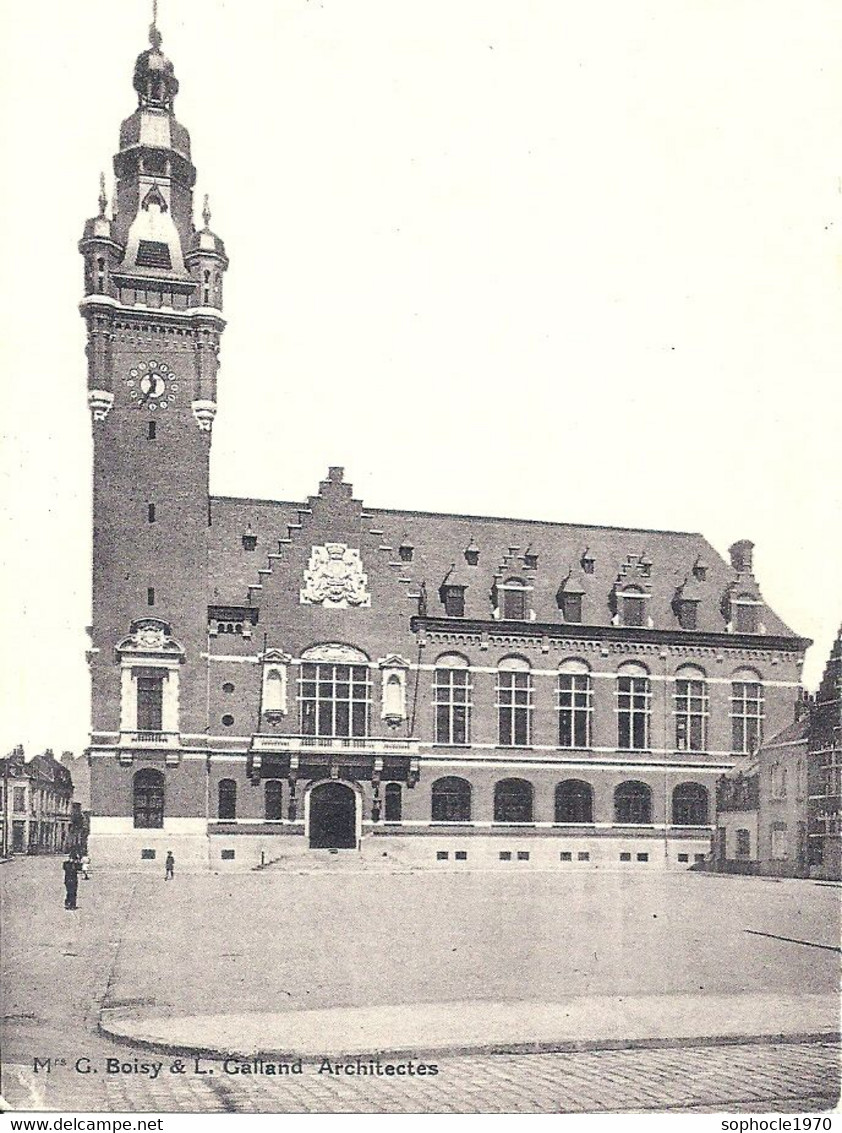
Hôtel de Ville de Rosendaël en 1935.

## Décorations
- Grand officier de la Légion d'honneur (par décret du 28 juillet 1922)[11].
  -  Commandeur de la Légion d'honneur (par décret du 19 juillet 1919).
    -  Officier de la Légion d'honneur (par décret du 25 janvier 1912).
      -  Chevalier de la Légion d'honneur (par décret du 31 décembre 1907).
- Chevalier du Mérite agricole (le 21 janvier 1910)[12]

## Hommage
- Une rue de Rosendaël porte son nom depuis le 3 juin 1934[13].

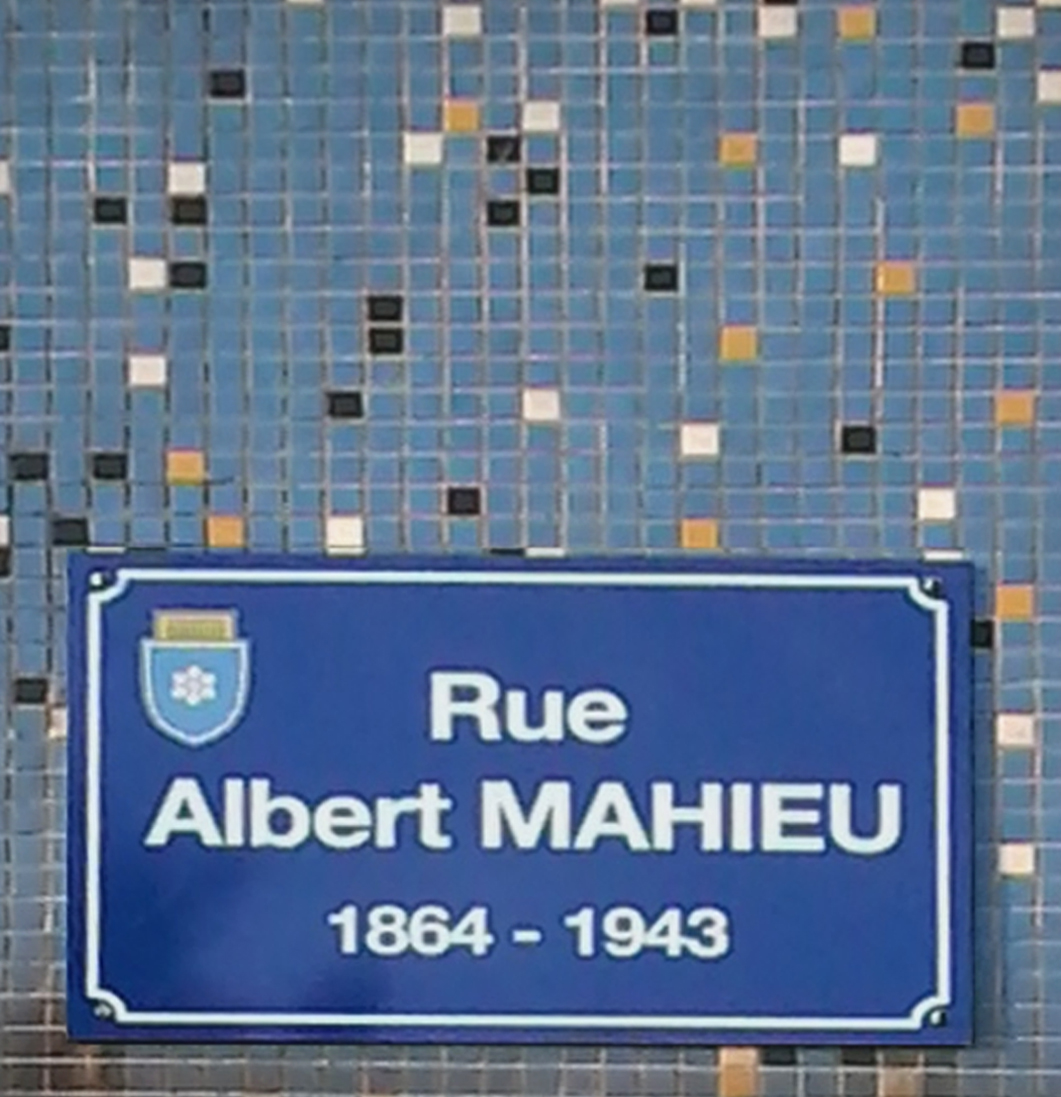
Plaque de la rue Albert Mahieu à Rosendaël

## Sources
- « Albert Mahieu (1864-1943) », dans le Dictionnaire des parlementaires français (1889-1940), sous la direction de Jean Jolly, PUF, 1960 [détail de l’édition]